# Thornton Wilder
Thornton Niven  Wilder (17. dubna 1897, Madison, Wisconsin, Spojené státy americké – 7. prosince 1975, Hamden, Connecticut, Spojené státy americké) byl americký učitel, spisovatel a dramatik, trojnásobný nositel Pulitzerovy ceny.  K jeho nejznámějším dílům patří romány Most San Luis Rey, Osmý den, povídkový soubor Devět měst a komedie Dohazovačka, která byla podkladem pro muzikál Hello Dolly.

## Život

### Dětství a studium
Byl synem novináře a diplomata  Amose Parkera Wildera a  Isabelly Niven Wilderové, která byla dcerou presbyteriánského duchovního. Měl čtyři sourozence, staršího bratra Amose a tři mladší sestry Charlotte, Isabel  a Janet. 

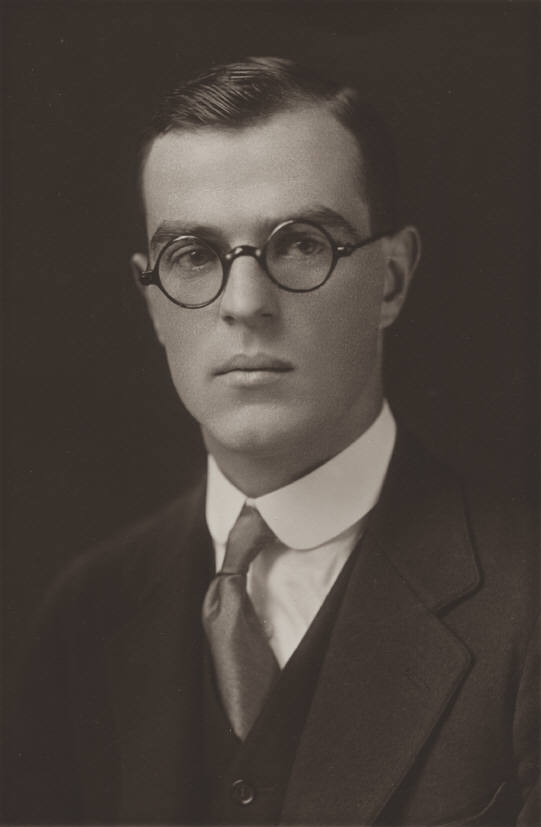
Thornton Wilder, absolventská fotografie z Yale (1920)

Část dětství  strávil v Číně, kde byl jeho otec konzulem. Navštěvoval anglickou školu China Inland Mission Chefoo School v  Jen-tchaj. Po převratu v roce 1912 se matka s dětmi vrátila do Kalifornie. V roce 1915 Thornton absolvoval střední školu v Berkeley. Pokračoval  ve studiu řecké a římské klasiky na Oberlin College v Ohiu.  Tehdy pravidelně uveřejňoval svoje práce ve školním časopisu a psal divadelní hry.  V roce 1917 se Wilderova rodina přestěhovala do New Havenu v Connecticutu a Thornton nastoupil na  Yaleovu univerzitu. Tam  zdokonalil své spisovatelské dovednosti  a v roce 1920 získal titul bakaláře umění. V letech 1920–1921 absolvoval postgraduální studium   archeologie a italštiny  na Americké akademii v Římě. V roce 1926 získal magisterský titul z francouzské literatury  na Universitě v Princetonu. Četl a mluvil německy, francouzsky a španělsky. 
Během první světové války sloužil tři měsíce  u Pobřežní stráže Spojených států amerických na Rhode Islandu, kde nakonec dosáhl hodnosti desátníka. 

### Profesionální kariéra (pedagog a spisovatel)
V letech 1921–1928 vyučoval francouzštinu na střední škole  v Lawrenceville v New Jersey.  Vedle učitelského povolání se celý život věnoval literární činnosti.  V roce 1927 mu román Most svatého Ludvíka krále (The Bridge of San Luis Rey)  přinesl komerční úspěch a o rok později  první Pulitzerovu cenu. Román získal i mezinárodní ohlas a učinil ho finančně nezávislým.  V roce 1930 si Wilder nechal postavit dům pro svou rodinu v Hamdenu v Connecticutu, který navrhla Alice Trythall Washburnová, jedna z mála architektek působících v té době. Jeho sestra Isabel zde žila po zbytek svého života. Dům se stal jeho domovskou základnou, i když hodně cestoval a po značnou dobu žil mimo domov.
V letech 1931–1936 vyučoval  na Universitě v Chicagu. Kromě toho cestoval  a vytrvale psal. Byl například americkým delegátem na konferenci spisovatelů v Londýně nebo byl účastníkem mise dobré vůle po Jižní Americe. V roce 1934 trávil nějakou dobu v Hollywoodu. Roku 1935 byl hostujícím profesorem na havajské univerzitě v Honolulu. Ve společnosti byl Wilder znám jako člověk velmi společenský s velikou energií, který se seznámil s mnohými významnými osobnostmi Ameriky i Evropy té doby. Mezi jeho přátele patřili  Ernest Hemingway, Francis Scott Fitzgerald, Zelda Fitzgeraldová, Gertruda Steinová,  herečka Ruth Gordonová,  boxer Gene Tunney a další.
Kromě románů napsal v tomto období několik divadelních her.  V roce 1938 získal Pulitzerovu cenu  za hru Naše město.  V roce 1942 měla na Broadwayi premiéru jeho další  hra Jen o chlup (The Skin Of Our Teeth), za kterou dostal potřetí Pulitzerovu cenu. 
V průběhu druhé světové války sloužil u United States Army Air Forces v Africe a v Itálii. Dosáhl hodnosti podplukovníka a obdržel několik vyznamenání, například Legion of Merit nebo bronzovou hvězdu.
V roce 1946 mu zemřela matka a od té doby se o jeho domácnost v Hamdenu  starala sestra Isabel. Wilder se nikdy neoženil, později se spekulovalo o jeho homosexuální orientaci.

### Poválečné období
Po válce se věnoval literatuře a přednáškám, mimo jiné na Harvardu v letech 1950–1951.  Při americkém přednáškovém turné setkal s francouzským spisovatelem Jeanem-Paulem Sartrem, jehož drama přeložil pro provedení na Broadwayi pod názvem The Victors (Vítězové). Spolupracoval i s filmem. Velký úspěch měla na Broadwayi jeho nová hra The Matchmaker (Dohazovačka) s Ruth Gordonovou v titulní roli, která se dočkala 486 repríz. Wilder sám rád hrál a účinkoval  v několika svých hrách v letních divadelních produkcích. 
V roce 1957 byl na Frankfurtském knižním veletrhu jako první Američan vyznamenán Mírovou cenou německých knihkupců. Začátkem 60. let napsal libreta k operám Paula Hindemitha (Dlouhá štědrovečerní večeře)  a Louise Talmové (Alcestiada). V roce 1960  Wilder získal nově založené ocenění, Medaili Edwarda MacDowella, za zásluhy o  rozvoj americké kultury a umění. V roce 1965 byl jako první  vyznamenán Národní medailí pro literaturu (National Medal for Literature), udělovanou Národním knižním výborem  za významný a trvalý přínos americké literatuře. 
V letech 1962 a 1963 žil Wilder 20 měsíců v malém městečku Douglas v Arizoně, oddělen od rodiny a přátel. Tam začal psát svůj nejdelší román Osmý den (The Eighth Day), který byl v roce 1967 odměněn Národní knižní cenou. Jeho poslední román  Devět měst (Theophilus North) vyšel v roce 1973 a v roce 1988 byl zfilmován jako Mr. North.
Thornton Wilder zemřel ve spánku na selhání srdce  dne 7. prosince 1975 ve svém domě v Hamdenu. Pochován byl na hamdenském hřbitově Mount Carmel.

## Dílo
Wilderovo dílo bylo přijímáno různě a tak procházel střídavě obdobími slávy a obdobími, kdy byl téměř zapomenut.
První divadelní hru The Trumpet Shall Sound (Ať zazní trubka) publikoval během studia 1919–1920 ve studentském časopisu.
Jeho druhá kniha The Bridge of San Luis Rey (Most svatého Ludvíka krále) z roku 1927 se stala čtenářskou senzací a obdržela Pulitzerovu cenu za beletrii za rok 1928.
Veliký úspěch měla o deset let později jeho divadelní hra Our Town (1938, Naše městečko) a o čtyři roky později další hra The Skin of Our Teeth (Jen o chlup). Obě obdržely opět Pulitzerovu cenu.
V roce 1938 upravil divadelní hru Einen Jux will er sich machen od rakouského divadelníka Johanna Nestroye z roku 1842. Děj přemístil do městečka poblíž New Yorku a uvedl pod názvem The Merchant of Yonkers (Kupec z Yonkers). Hra ale neuspěla. Po letech námět na popud divadelníka Tyrone Guthrieho opět přepracoval a uvedl pod názvem The Matchmaker (Dohazovačka). Hra měla premiéru na festivalu v Edinburghu v roce 1954 a záhy se hrála úspěšně v USA i ve světě. V roce 1964 byla přepracována na muzikál Hello Dolly!, který byl v roce 1969 úspěšně zfilmován.

## Spisy

### Divadelní hry
- The Trumpet Shall Sound (1926, Ať zazní trubka)
- An Angel That Troubled the Waters and Other Plays (1928, Anděl, který čeřil vody)
- The Long Christmas Dinner and Other Plays in One Act (1931, Dlouhá štědrovečerní večeře a jiné hry)
- Our Town (1938, Naše městečko) – Pulitzerova cena za divadelní hru 1938
- The Merchant of Yonkers (1938, Kupec z Yonkers) – neúspěšnou hru přepracoval začátkem 50. let na hru Dohazovačka
- The Skin of Our Teeth (1942, Jen o chlup) – Pulitzerova cena za divadelní hru 1943
- The Matchmaker, (1954, Dohazovačka) – adaptace divadelní hry Einen Jux will er sich machen od Johanna Nestroye z roku 1842, hra se později stala předlohou pro muzikál Hello Dolly.
- The Alcestiad: Or, A Life In The Sun (1955, Alkestiada)
- Childhood (1960)
- Infancy (1960)
- Plays for Bleecker Street (1962)

### Romány
- The Cabala (1926, Kabala) o Američanovi, který navštívil Řím a dostal se do prostředí italských kabalistů z vyšší společnosti.
- The Bridge of San Luis Rey (1927, Most svatého Ludvíka krále) – Pulitzerova cena za román 1928. Na základě skutečné události, kdy při  zřícení mostu  v Peru zahynulo pět lidí  Wilder popisuje jejich životní příběhy z různých úhlů pohledu jejich příbuzných a známých a podtrhuje i náboženský fanatismus takovou událost provázející.
- The Woman of Andros (1930, Žena z Andru) – podle antické komedie Andria od Terentia
- Heaven's My Destination (1935, Nebe je můj cíl) – satirický román s autobiografickými prvky z doby jeho dětství v  misijní škole v Číně
- Ides of March (1948, Březnové Idy) – román  věnoval památce antifašisty Laura Adolfa de Bosis, kterého v románu představil v úloze básníka Catulla. Román je fantazií na historické téma s faktickými údaji, pokusem o volnou evokaci událostí a atmosféry posledních osmi měsíců Caesarova života.
- The Eighth Day (1967, Osmý den) –  rodinná sága dvou rodin z Illinois s téměř detektivní zápletkou, kdy hlavní hrdina důlní inženýr a vynálezce je nevinně odsouzen na smrt, uprchne a žije jako štvanec. Román byl odměněn Národní knižní cenou (1968).
- Theophilus North, (1973, česky pod názvem Devět měst) – sbírka devíti příběhů o svérázném učiteli na volné noze, který zasahuje do životů svých svěřenců a přitom si ze všech sil hájí vlastní svobodu a nezávislost

### České překlady
- Most svatého Ludvíka krále, překlad Erik Adolf Saudek, Praha : Melantrich, 1930
  - další vydání: Praha : SNKLHU, 1958, Praha : Academia, 2001, ISBN 80-200-0850-0
- Naše městečko, překlad Marie Horská, Praha : Dilia, 1964
  - další překlad: Martin Hilský, Praha : Dilia, 1985
- Aktovky (Long Christmas Dinner, Childhood, The Happy Journey to Trenton and Camden), překlad Ota Ornest, Praha : Dilia, 1966
- Březnové Idy, překlad František Gel, Praha : Odeon, 1972
  - další vydání 1977, Praha : NS Svoboda, 1997 ISBN 80-205-0540-7
- Osmý den, překlad František Gel, Praha : Odeon, 1974
  - další vydání: Praha : Odeon, 1976
- Devět měst, překlad Miroslav Jindra, Praha : Odeon, 1976
  - další vydání: překlad Jiřina a Karel Kynclovi, Praha : Knižní klub, 2004, ISBN 80-242-1154-8
- Dohazovačka, překlad Milan Lukeš, Praha : Dilia, 1986